# Banksia brownii
Banksia brownii, conocida comúnmente como banksia de hojas plumosas o banksia de Brown, es una especie de arbusto que se encuentra en el suroeste de Australia. Es una planta atractiva con hojas como plumas y grandes floraciones en espigas rojas a castañas. Crece hasta 2 m de altura en promedio. Recolectada en 1829, cerca de King George Sound, su descripción fue publicada al año siguiente. Han sido identificadas dos formas diferenciadas genéticamente.

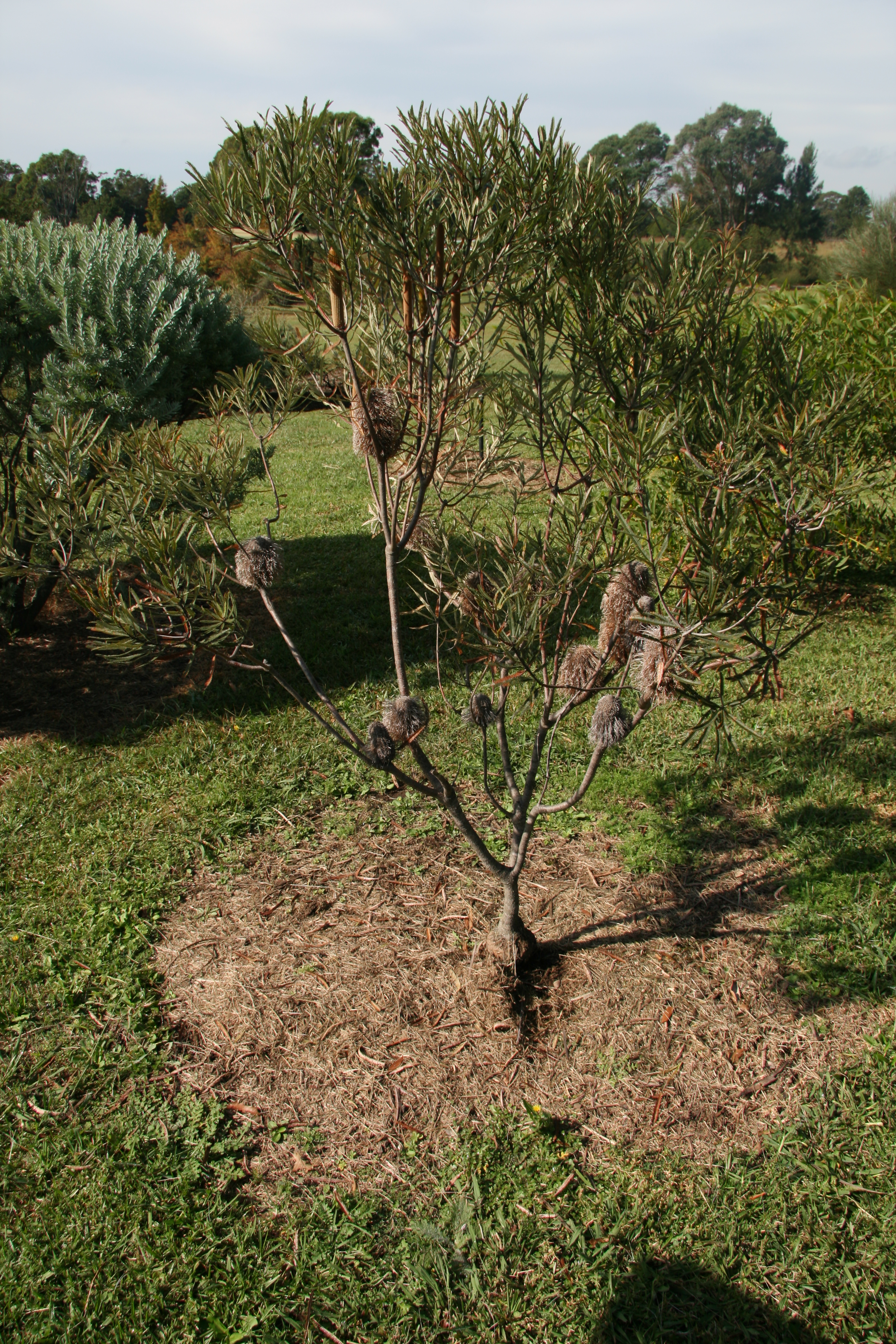
Vista de la planta

## Hábitat
B. brownii crece naturalmente solo en dos conjuntos de flora localizados entre Albany y la cordillera Stirling en el extremo suroccidental de Australia, entre los 500 y 1100 m s. n. m. La pluviosidad promedio en estas áreas es de 800 mm y la temperatura oscila durante el año entre los 4 y 30 °C. En la Cordillera Stirling se encuentra entre los matorrales sobre las cuestas rocosas de las montañas; más al sur se le halla en los bosques de eucaliptos en tierras arenosas con escasos nutrientes.
Se conocen 17 poblaciones nativas en estas áreas. Solo cinco de ellas abarcan más de 200 plantas, y apenas dos, más de 500. Cerca de la mitad comprenden menos de 20 individuos cada una.
Es considerada como una especie rara y en peligro de extinción en su hábitat natural, cuyas poblaciones nativas se encuentran todas amenazadas por una enfermedad causada por Phytophthora cinnamomi, que pudre la raíz, mal al cual es altamente susceptible la especie. Otras amenazas incluyen la pérdida del hábitat, la explotación comercial y los incendios.
Altamente valorada por la horticultura australiana y la floricultura, B. brownii es en la actualidad ampliamente cultivada en áreas no expuestas a Phytophthora. Prefiere lugares abrigados en suelos con buen drenaje y se le debe garantizar humedad, especialmente en el verano.

## Descripción
B. brownii crece entre 1 y 3 metros de altura, pero sus ramas se extienden entre 3 y 6 m en barrancos abrigados, o como arbustos bajos y esparcidos en lugares expuestos como los picos de la cordillera Stirling. La corteza es de color gris-pardo, lisa y fina, con lenticelas. Las hojas son alargadas y delgadas, miden entre 3 y 10 cm de longitud y 5 a 10 mm de ancho; color verde obscuro y lisas por encima con vellos blancuzcos por debajo, son fácilmente reconocibles por su apariencia de plumas, causada por el hecho de estar bellamente divididas por la nervadura central, que une cerca de 70 finos folíolos.
Las flores se presentan como las típicas espigas del género Banksia, en inflorescencias conformadas por ciento de pares de flores densamente agrupadas en espiral alrededor de un eje. La espiga de B. brownii es de un color rojo a castaño metálico, cilíndrica y áspera, con 6 a 19 cm de altura y 8 a 10 cm de ancho. Cada flor consiste en un periantio tubular, compuesto de cuatro tépalos unidos y un estilo alambrino. Los periantios son de color crema en la base y gris-pardo en la parte terminal. Los estilos son rojo-castaño con un punto crema y curvados hacia abajo más comúnmente que rectos. El extremo del estilo es inicialmente atrapado dentro de las partes superiores del periantio, pero queda libre en la antesis. Las espigas se levantan erectas y son típicamente terminales sobre una rama; frecuentemente otras ramas crecen en torno a una espiga desde abajo.
La estructura de fructificación es un "cono" duro, de cerca de 5 cm de diámetro, con apariencia melenuda por la persistencia de partes secas de las flores. En un "cono" pueden estar encajados unos 60 folículos frutales, sin embargo, frecuentemente hay muy pocos o incluso ninguno. Contrariamente al resto del género Banksia, cada folículo contiene solo una semilla. Esta es negra brillante, ovalada, de 20 mm de longitud, con un delgado borde marrón.
Registra una baja tasa de fructificación con menos del 1 % de las flores desarrollándose como folículos frutales, y más de la mitad de las inflorescencias fallan en formar aunque sea un folículo. La tasa de supervivencia de las semillas también es muy baja. Más de la mitad de las semillas pueden perderse por acción de larvas.

## Taxonomía

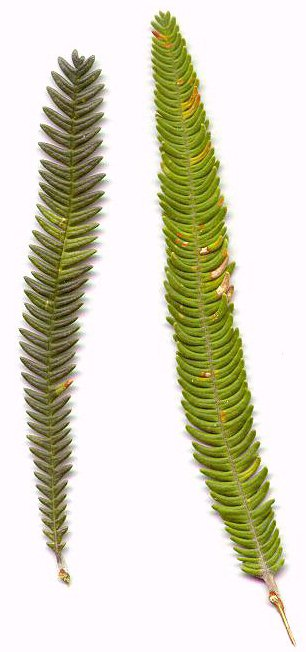
Variación de las hojas en las forma de montaña (izquierda) y del camino de Millbrook (derecha) de B. brownii.

La localización taxonómica de B. brownii puede ser resumida así:
Género Banksia
Subgénero Banksia
Sección Banksia
Sección Coccinea
Sección Oncostylis
Serie Spicigerae
B. spinulosa - B. ericifolia - B. verticillata - B. seminuda - B. littoralis - B. occidentalis - B. brownii
Serie Tricuspidae
Serie Dryandroidae
Serie Abietinae
Subgénero Isostylis
B. brownii está más estrechamente relacionada con B. occidentalis, la cual difiere por tener flores más pequeñas, estrechas y profundamente rojas y hojas esparcidas y aserradas.
Desde 1998, Austin Mast ha publicado análisis de secuencias de ADN para la subtribu Banksiinae, conformada por los géneros Banksia y Dryandra. Con respecto a B. brownii, los resultados de Mast están en contradicción con los de George and Thiele and Ladiges, pues encontró una relación más cercana con Banksia nutans y Banksia quercifolia. Provee además la evidencia de las relaciones filogenéticas muy cercanas entre Banksia y Dryandra. A comienzos de 2007, Mast y Thiele iniciaron una reubicación, transfiriendo Dryandra dentro de Banksiay pproponiendo el subgrupo Spathulatae para las especies cotiledón en forma de cuchara. B. brownii es colocado en el subgrupo Spathulatae.
Dos formas de B. brownii genéticamente diferenciadas han sido reconocidas: una "forma de montaña", con hábito arbustivo, de hojas más cortas, delgadasy duras e inflorescencia más agazapada; y una "forma del camino de Millbrook", con hábito arbóreo y hojas más largas, anchas y suaves. Aunque no habían tenido definición taxonómica, el análisis genético ha determinado que estas formas deben clasificarse como dos subespecies. Algunos horticultores han identificado una forma intermedia que no produce semillas.
Banksia media fue descrita por Baxter ex R.Br. y publicado en Supplementum primum prodromi florae Novae Hollandiae Suppl. 1: 37. 1830.
Etimología
Banksia: nombre genérico que fue otorgado en honor del botánico inglés Sir Joseph Banks, quien colectó el primer espécimen de Banksia en 1770, durante la primera expedición de James Cook.
brownii: epíteto otorgado en honor del botánico Robert Brown.